# Ladislav Gerendáš
Ladislav "Geza" Gerendáš, češki trobentač in igralec, * 16. december 1946, Karlovi Vari, Češkoslovaška.
Z glasbo se ukvarja že od zgodnje mladosti. Igral je v različnih zasedbah, ki izvajajo klasični jazz. 
V zgodnjih 70-ih leta 20. stoletja je postal član Banjo Banda Ivana Mládka, kjer je postal priljubljen tudi kot stand-up komik. Leta 1981 je kot profesionalni igralec začel igrati v studiu Ypsilonu v Pragi. Sredi 80-ih let se je kot vodja lastne jazz zasedbe, ki je igrala tradicionalni jazz vrnil na glasbeno sceno. Nastopil je tudi kot televizijski voditelj oddaj za otroke. Živi v Karlovih Varih, kamor se je preselil po delu v Pragi.

## Izbrana filmografija
- 1978 Sláva, nazdar výletu
- 1982 Fandy, ó Fandy
- 1983 Tři veteráni
- 1984 S čerty nejsou žerty
- 1987 Kam, pánové, kam jdete?
- 1997 Lotrando a Zubejda
- 2002 Útěk do Budína